# Gamla polishuset i Jönköping

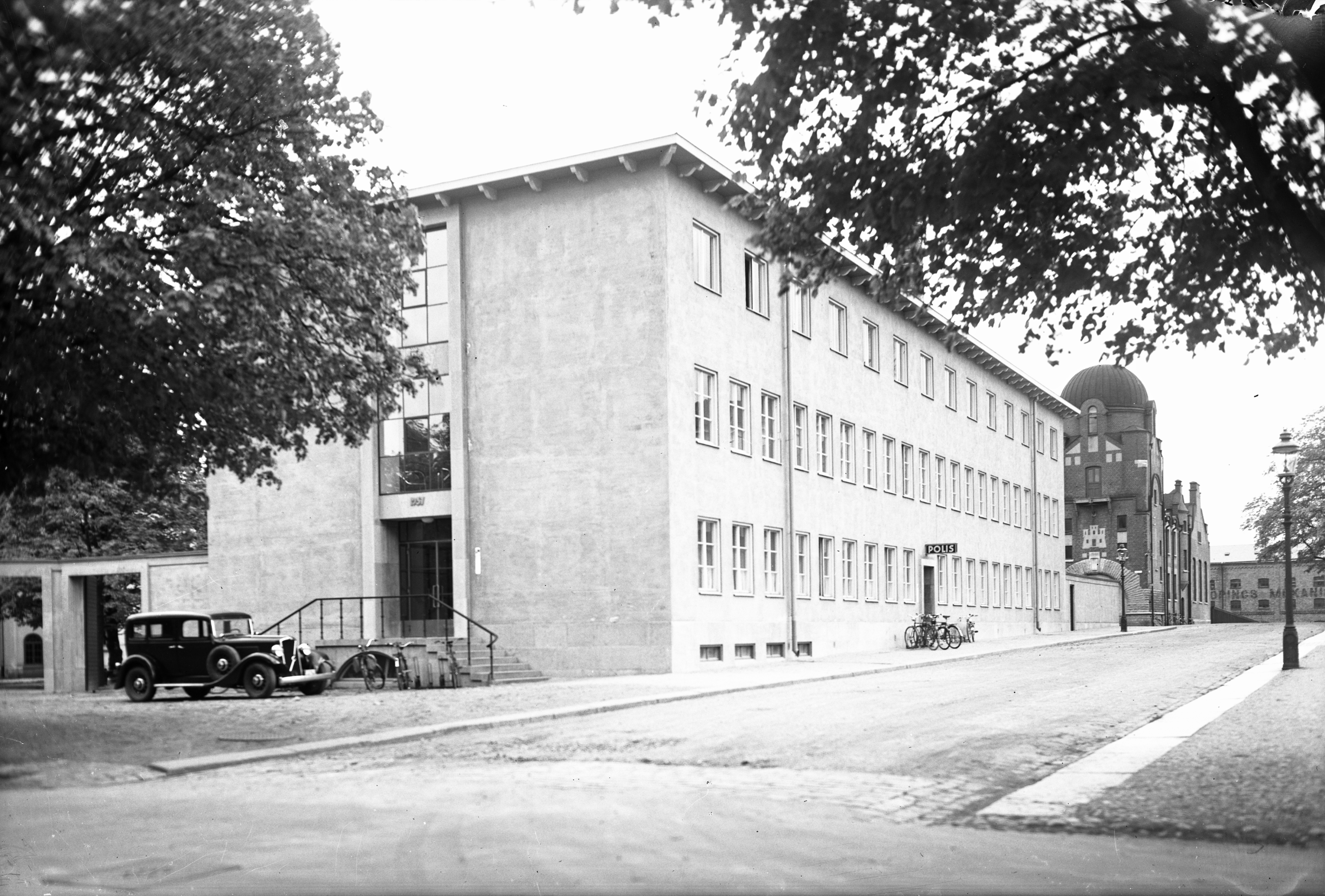
Gamla polishusets fasad utmed Vallgatan. Foto från mellan 1937 och 1948. Längre bort syns Jönköpings elektricitetsverk och i fonden Jönköpings Mekaniska Werkstad vid Gjuterigatan. Polisbilen är en Volvo i modellserien PV 651–659

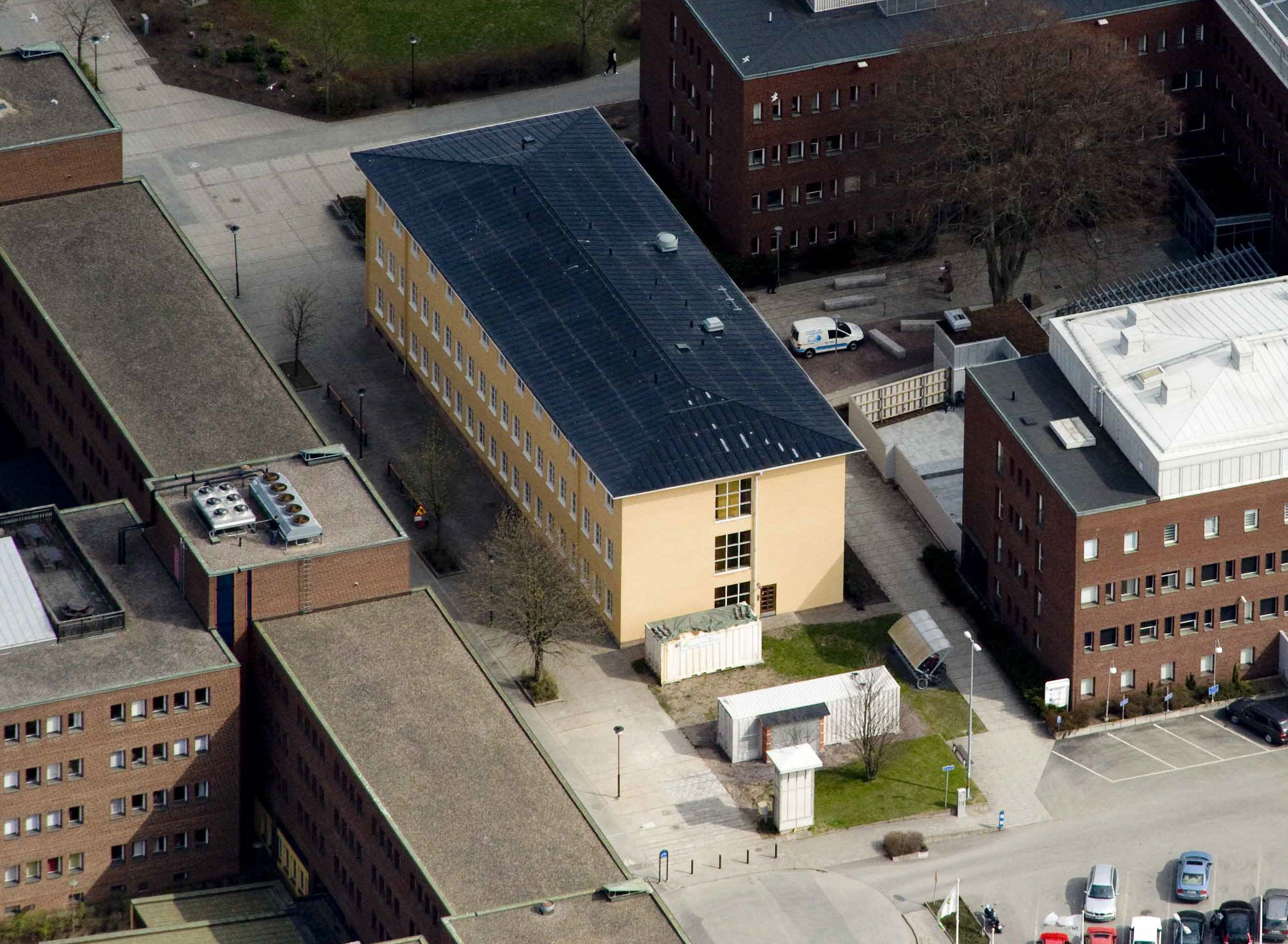
Flygfoto från sydväst med det nya polishuset till höger i bilden

Gamla polishuset i Jönköping är ett tidigare polishus i Jönköping.
Gamla polishuset uppfördes 1937 efter ritningar av Göran Pauli på mark som tidigare varit plats för Jönköpings slotts yttre försvarsverk, omedelbart utanför den södra ravelinen. Det byggdes snett över Vallgatan från Länscellfängelset i Jönköping. Polishuset ersatte  polisens lokaler i den kombinerade brand- och polisstationen på Oxtorgsgatan/Kyrkogatan, där de varit inrymda sedan 1898. 
Det gamla polishuset är ett trevåningshus i funktionalistisk stil med ett flackt sadeltak. Fasaderna är slätputsade i ljus kulör över en sockel av röd kalksten. 
Planlösningen är enkel med en mittkorridor som löper genom hela byggnaden. 
Intill det gamla polishuset byggdes 1973-1974 ett nytt polishus på den plats där tidigare Tullkammaren från 1871 hade legat.
Gamla Polishuset blev 1993 statligt byggnadsminne och övergick 2004 till att bli byggnadsminne enligt kulturminneslagen.